# Болезнь Куфса
Боле́знь Ку́фса (восковидный липофусциноз нейронов 4-го типа, взро́слая фо́рма воскови́дного липофусцино́за нейро́нов, англ. ANCL) — редкое наследственное нейродегенеративное заболевание с летальным исходом из группы лизосомных болезней накопления, которое развивается на фоне дефицита фермента лизосом и наследуется по аутосомно-рецессивному типу.

## Эпоним
Заболевание названо в честь немецкого невролога (Н. Kufs, 1871—1955).

## Наследование

Аутосомно-рецессивный механизм наследования болезни Куфса: оба родителя больного ребёнка являются носителями дефектного гена (помечен красным кружочком). По законам Менделя вероятность рождения больного ребёнка составляет 25 %.

Болезнь Куфса наследуется, как и подавляющее большинство лизосомных болезней накопления, по аутосомно-рецессивному типу — с одинаковой частотой встречается как у мужчин, так и у женщин. Мутация гена (англ. CLN4), ответственного за развитие клинической картины нейронального цероидного липофусциноза 4-го типа не картирована.

## Патогенез
Генетически детерминированный дефект ведёт к накоплению в лизосомах клеток аутофлюоресцентного липопигмента, который состоит из белков сапозинов А и D и/или субединицы митохондриальной АТФ-синтазы.

## Классификация
Молекулярная генетика позволяет дифференцировать генные мутации, ведущие к развитию клинической симптоматики болезни Куфса. При этом различают:
- восковидный липофусциноз нейронов 4-a типа (ген CLN6, локализованный на длинном плече 15-й хромосомы — локус 15q21-q23)[5]
- восковидный липофусциноз нейронов 4-b типа (ген DNAJC5, локализованный на длинном плече 20-й хромосомы — локус 20q13.33)[6]

## Лечение
Эффективного лечения восковидного липофусциноза нейронов не разработано.

## Прогноз
Неблагоприятный.